# Chiara Bertoglio
Chiara Bertoglio (Torino, 31 gennaio 1983) è una pianista, musicologa e teologa italiana.

## Biografia
Inizia a studiare pianoforte a tre anni; a dieci è ospite della trasmissione di Mike Bongiorno Bravo Bravissimo dove esegue Polacca in Sol diesis minore o. op. KK IVa/3.
Sorella del violinista Giovanni Bertoglio, col quale si è esibita più volte, si è diplomata al Conservatorio di Torino (1999), presso la Società Svizzera di Pedagogia Musicale (Diplome de virtuosité, 2001) e presso l'Accademia Nazionale di Santa Cecilia (2003), ogni volta con lode; ha studiato, fra gli altri, con Paul Badura Skoda, Sergio Perticaroli e Konstantin Bogino.
Come musicologa ha ottenuto la Laurea Specialistica all'Università di Venezia Ca' Foscari con lode (2006) ed un PhD in Music Performance Practice presso l'Università di Birmingham in Inghilterra (2012). È anche laureata in teologia sistematica presso l'Università di Nottingham in Inghilterra.
Fra le sue pubblicazioni si annoverano libri sulla storia dell'interpretazione di Bach al pianoforte tramite l'analisi delle edizioni rivedute, sull'esecuzione di Mozart al pianoforte in relazione con gli stilemi operistici, sull'estetica della musica romantica tedesca confrontata con la letteratura contemporanea, sulla musica e sulle Riforme del Cinquecento, sulla teologia della musica etc.

## Pubblicazioni (Monografie)
- Voi suonate amici cari. La musica di Mozart tra palcoscenico e tastiera, Marco Valerio, Torino, 2005 ISBN 9788875470180
- Musica, maschere e viandanti. Figure dello spirito romantico in Schubert e Schumann, Cantalupa, Effatà Editrice, 2008 ISBN 978-88-7402-409-4
- Per sorella Musica. San Francesco, il Cantico delle Creature e la musica del Novecento, Effatà, Cantalupa, 2009 ISBN 9788874029389
- Logos e Musica. Ascoltare Cristo nel Bello dei suoni, Effatà, Cantalupa, 2009 ISBN 9788874029372
- La speranza non fa rumore, Milano, Paoline, 2011, ISBN 9788831539166
- Instructive Editions and Piano Performance Practice: A Case Study, Saarbrücken, 2012, Lambert Academic Publishing ISBN 978-3-8473-2151-4
- L'amore sa attendere: al cuore del Natale tra musica e silenzio, Cantalupa, Effatà, 2013
- Through Music to Truth. Music and theology in dialogue with Italian culture, Effatà, Cantalupa, 2016 ISBN 9788869291517
- I colori della misericordia, Cantalupa, Effatà, 2016, ISBN 9788869291104
- Reforming Music. Music and the Reformations of the Sixteenth Century, Berlin, 2017, De Gruyter ISBN 9783110636819
- Pane, vino e canto, Bergamo, Centro Eucaristico, 2018 ISBN 9788899005771
- Il Signore della Danza, Assisi, Cittadella, 2019 ISBN 9788830816596
- Inni alla gioia: storie di musica, di pace, di vita e di speranza, Cantalupa, Effatà, 2020.
- La musica e le Riforme del Cinquecento, Claudiana, Torino, 2020 ISBN 9788868982935
- Musical Scores and the Eternal Present. Theology, Time and Tolkien, Pickwick, Eugene, 2021 ISBN 9781725295032
- Bach e l'italia. Sguardi, scambi, convergenze (a cura di Chiara Bertoglio e Maria Borghesi), Lucca, LIM, 2022
- Né carne né pesce? Vivere da single cattolici, Cantalupa, Effatà, 2024

## Pubblicazioni (Articoli principali)
- Dialettica dell'io nella musica di Schumann e Nietzsche, in "Divus Thomas" 111 (2), 2008.
- Sì bella e perduta: gli esuli istriani, fiumani e dalmati e il canto del Va' pensiero in: Quaderni. Centro di ricerche storiche di Rovigno
- Quark's jingle: reception of Bach's air BWV 1068 in Italy in: "Helicon resonans: studi in onore di Alberto Basso per il suo 90º compleanno", Lucca, LIM, 2021, 151-173.

## Discografia
- Mors & Vita (Velut Luna, 2013)
- Schubert: Impromptus (Velut Luna, 2013)
- Bach&Italy vol. 1 (Da Vinci Classics, 2018)
- Bach&Italy vol. 2 (Da Vinci Classics, 2019)
- Bach&Italy vol. 3 (Da Vinci Classics, 2020)
- Bach&Italy vol. 4 (Bach/Martucci: Suites per orchestra) (Da Vinci Classics, 2022)
- Liszt: Via Crucis (Da Vinci Classics, 2021)
- Bach/Busoni: Complete Transcriptions, Arrangements, and Contrapuntal Piano works (Bach & Italy Vol 6) (Da Vinci Classics, 2023)